# Deneys Reitz
Deneys Reitz (Bloemfontein, 2 april 1882 - Londen, 19 oktober 1944) was een Zuid-Afrikaanse soldaat, schrijver en politicus.

## Levensloop
Deneys Reitz was de zoon van Francis William Reitz, staatspresident van de Oranje Vrijstaat en later staatsprocureur van de Zuid-Afrikaansche Republiek (Transvaal). Tijdens de Tweede Boerenoorlog maakte hij als Boerencommando vele belangrijke veldslagen mee. Na het verlies van de oorlog vertrok hij naar Madagaskar omdat hij weigerde onder Brits gezag te leven, waar hij zijn autobiografische verslag van de Boerenoorlog (Commando) schreef. Op verzoek van Jan Christian Smuts keerde hij terug naar Zuid-Afrika; vanwege malaria had hij daar drie jaar lang verzorging nodig van Smuts' echtgenote Isie.
Als politicus van de Suid-Afrikaanse Party en later de Verenigde Party werd hij minister onder Smuts' premierschap. Hij stierf in Londen en werd begraven ten zuiden van Mariepskop in Zuid-Afrika.
De stad Deneysville in de Zuid-Afrikaanse provincie Vrijstaat is vernoemd naar Reitz.